# Jon Eardley
Jon Eardley fue un trompetista norteamericano de jazz, nacido en Altoona (Pensilvania), el 30 de septiembre de 1928, y fallecido el 1 de abril de 1991, en Lambermont, cerca de Verviers (Bélgica).

## Historial
Comienza a tocar jazz en Washington, en la segunda mitad de la década de los 40, llegando a tocar en la big band de Buddy Rich. A partir de 1949, se instala en Nueva York, integrándose en el grupo de Gerry Mulligan, donde sustituyó a Chet Baker (1954-1956). Graba con Zoot Sims en París y realiza con frecuencia giras por Europa, especialmente en los años 60 y 70. En los 80, tocó y grabó con Chet Baker.
Aunque muy vinculado al West Coast jazz, su estilo con la trompeta estaba muy próximo al jazz clásico.

## Discografía como líder
- Jon Eardley In Hollywood (New Jazz 1105) - Título original: "First Sessions"  (Prestige Records LP 250/LP 7005), con Pete Cera (piano)), Red Mitchell (contrabajo), Larry Bunker (batería) - Los Ángeles, 1954
- The Jon Eardley Quintet (Prestige Records, 1954)
- Hey, There (Prestige Records LP 7055/LP 205), con J.R. Monterose (saxo tenor), George Syran (piano), Teddy Kotick (contrabajo), Nick Stabulas (batería) - Nueva York, 1955
- The Jon Eardley Seven (Prestige Records LP 7033 OJC-123), con Zoot Sims (saxo tenor), Phil Woods (saxo alto), Milt Gold (trombón), George Syran (piano), Teddy Kotick (bajo), Nick Stabulas (batería) - Nueva York 1956
- Namely Me (Spotlite Records SPJ LP 17), con Pete King (saxo alto), John Taylor (piano), Ron Mathewson (bajo), Mickey Roker (batería) - Londres, 1977
- Stablemates (Spotlite Records SPJ LP11), con Art Themen (saxo tenor), Al Haig (piano), Daryl Runswick (bajo), Allan Ganley (batería) - Londres, 1977
- Two Of A Kind (Spotlite Records SPJ LP 16), con Mick Pyne (piano) - Londres, 1977
- My Funny Valentine & Round Midnight (Circle Records RK 23581/24 & /25), con Chet Baker (trompeta & vocal), Bob Mover (saxo alto), Dennis Luxion (piano), Rocky Knauer (bajo), Burkhart Ruckert (batería) - Grabado en directo en Salt Peanuts Club, Colonia (Alemania), 1981.